# Non è la Rai novanta5
Non è la Rai novanta5 è la quinta compilation di canzoni interpretate nella trasmissione televisiva Non è la Rai. Pubblicato nel dicembre 1994 dall'etichetta discografica RTI Music, l'album contiene 22 tracce ed è intitolato così in occasione dell'imminente inizio dell'anno nuovo.

## Il disco
Il disco è composto da 22 brani presentati nell'autunno 1994 durante la quarta edizione di Non è la RAI; come nei precedenti, la maggior parte delle canzoni era eseguita da cantanti professioniste che prestavano la propria voce per le esibizioni televisive delle giovani protagoniste del varietà, ma alle quali veniva attribuita la canzone in qualità di vocalist nei crediti dell'opera. Le uniche ragazze che hanno anche eseguito vocalmente il brano da loro interpretato erano Pamela Petrarolo, Francesca Pettinelli, Sofia Sed, Roberta Carrano e Roberta Modigliani.
Si trattava del primo disco legato alla trasmissione nel quale non appariva nemmeno un brano interpretato da Ambra Angiolini (che aveva da poco pubblicato il disco d'esordio, T'appartengo).
Molte canzoni incluse in questo disco, come Il telefonino, Che fatica e Non sono lolita, erano state originariamente scritte da Peppi Nocera per il primo album da solista di Ambra, ma furono scartate e reinterpretate nell'ambito della trasmissione da altre ragazze, curiosamente con l'ausilio vocale della vocalist ricorrente per i brani della Angiolini nelle precedenti stagioni, Alessia Marinangeli. Gli altri brani inediti presenti nella compilation sono Too Bad, Scordati di me, Io ti amo suppergiù, Vattene via, Don Giovanni, La botta, Vere amiche e Tutta colpa mia.
Contrariamente alla tradizione, non è stata inserita nel disco la sigla della trasmissione, La calunnia è un venticello, a seguito delle polemiche che ne causarono anche la cessazione dell'utilizzo nel programma.

## Tracce e interpreti
1. Marzia Aquilani - Bello e impossibile - 3:38 (cantante:Loredana Maiuri) (Nannini, Pianigiani, Nannini)
2. Letizia Boupkouele - Il telefonino - 2:27 (cantante: Alessia Marinangeli) (G.Boncompagni, P.Nocera, G.Boncompagni)
3. Cristina Aranci - Too Bad - 3:33 (cantante:Loredana Maiuri) (P.Nocera, C.Castelli)
4. Simona Capaldo - Kiss - 3:25(cantante:Loredana Maiuri) (Prince)
5. Roberta Carrano - Scordati di me - 2:53 (P.Nocera, F.Bracardi)
6. Romina Citarella - Io ti amo - 3:53 (cantante: Gabriella Fazzino) (G.Boncompagni, G.Magalli, G.Boncompagni)
7. Johanna Martes Vidal - Il vento - 3:25 (cantante:Romina Johnson) (Mogol, Battisti)
8. Roberta Grotti - Che fatica - 3:20 (cantante: Alessia Marinangeli) (P.Nocera, G.Boncompagni)
9. Eleonora e Nicoletta Costanzo - Io ti amo suppergiù - 2:30 (cantante: Stefania Del Prete e Letizia Mongelli) (P.Nocera, G.Boncompagni)
10. Sofia Sed - L'aglio - 3:19 (Loeb, Grillet, Chany)
11. Laura Stoppoloni - Autostop - 3:38 (cantante: Alessia Marinangeli) (M.Monti, P.Jeffrey, M.Monti, N.Strambelli)
12. Alessandra Pazzetta - I Feel Good - 2:37 (cantante: Michela Resi) (J.Brown)
13. Nicole Grimaudo - Vattene via - 3:05 (cantante:Michela Andreozzi).(P.Nocera, F.Bracardi)
14. Moira Marinucci - Don Giovanni - 3:57 (cantante:Loredana Maiuri) (P.Nocera, G.Boncompagni, F.Bracardi)
15. Francesca Pettinelli - Black Is Black - 2:35 (Grainger, Wadey, Mayes)
16. Ilaria Galassi - La botta - 3:08 (cantante:Michela Andreozzi) (P.Nocera, G.Boncompagni)
17. Laura Migliacci, Monia Arizzi, Arianna Becchetti - Vere amiche - 3:33 (cantante: Anna Maria Di Marco, Stefania Del Prete e Loredana Maiuri) (P.Nocera, P.Vasile)
18. Angela Di Cosimo ed Eleonora Cecere - Funky Street - 2:50 (cantante: Anna Maria Di Marco e Stefania del Prete) (A.Conley)
19. Antonella Mosetti - Tutta colpa mia - 3:58 (cantante: Stefania Del Prete) (P.Nocera, G.Boncompagni)
20. Roberta Modigliani - Tabù - 2:45 (Lo Vecchio, G.Boncompagni, Lo Vecchio)
21. Pamela Petrarolo - Another Night - 3:32 (Cantarelli, Freeland)
22. Maria Teresa Mattei - Non sono lolita - 3:26 (cantante: Alessia Marinangeli) (P.Nocera, F.Bracardi)